# الرفاعي (حبيش)

تعديل مصدري - تعديل

الرفاعي محلة تابعة لقرية الضبب، التابعة لعزلة قحزة بمديرية حبيش إحدى مديريات محافظة إب في الجمهورية اليمنية، بلغ تعداد سكانها 111 حسب تعداد اليمن لعام 2004.